# Kết ái - Mối tình đầu của Thiên Tuế đại nhân
Kết Ái-mối tình đầu của Thiên Tuế đại nhân (Tiếng Trung Quốc: 结爱·千岁大人的初恋) là một series phim truyền hình  Trung Quốc năm 2018 dựa trên tiểu thuyết "Cuộc gặp gỡ kì lạ - Vạn kiếp yêu em" (Tiếng Trung Quốc: 结爱·异客逢欢) của Thi Định Nhu. Bộ phim được đạo diễn bởi Trần Chính Đạo, với sự tham gia diễn xuất của hai diễn viên chính là Hoàng Cảnh Du và Tống Thiến. Phim được phát sóng trên Tencent Video từ ngày 9 Tháng 5, 2018.
Phim nhận được nhiều nhận xét tích cực về chất lượng và nội dung từ khi ra mắt.
Phim đạt hơn 2 tỷ lượt xem sau 20 tập công chiếu chính thức, điểm đánh giá trên Douban là 7.5/10.

## Tóm tắt
Phim kể về mối tình vấn vương nhiều đời nhiều kiếp của chàng hồ ly si tình Hạ Lan Tĩnh Đình và người tình ngàn năm Thẩm Tuệ Nhan. Ở kiếp này, nàng có tên Quan Bì Bì, là một ký giả mảng giải trí và hiện đã có người trong mộng. Tuy nhiên, bằng tình cảm sâu sắc và sự chân thành, cùng với nhiều biến cố lần lượt xảy ra, Hạ Lan đã dần dần xoay chuyển trái tim của Bì Bì, khiến cô rơi vào lưới tình không lối thoát của anh.

## Diễn viên

### Diễn viên chính
| Diễn viên     | Nhân vật         | Giới thiệu |
| ------------- | ---------------- | --- |
| Tống Thiến    | Quan Bì Bì       | Một sinh viên thực tập ở một công ty xuất bản. Quan Bì Bì là đầu thai của Tuệ Nhan, vợ của Hạ Lan Tĩnh Đình.                                                                         |
| Hoàng Cảnh Du | Hạ Lan Tĩnh Đình | Là người trong gia tộc Hồ ly. Anh sinh ra với một căn bệnh về mắt khiến anh bị mù vào ban ngày và chỉ có thể nhìn rõ mọi thứ vào ban đêm. Anh cải trang thành một nhà sưu tập đồ cổ. |

### Diễn viên phụ
| Diễn viên        | Nhân vật          |
| ---------------- | ----------------- |
| Từ Khai Sính     | Đào Gia Lân       |
| Hứa Phương Y     | Điền Hân          |
| Giang Kỳ Lâm     | Triệu Tùng        |
| Lý Sân           | Tu Nhàn           |
| Lý Gia Minh      | Khoan Vĩnh        |
| Trần Giai Nghiên | Thanh Đàn         |
| Gian Tiếu Olivia | Tiểu Vũ           |
| Mã Tiểu Viện     | Uông Huyền's Miri |

## Sản xuất
Bộ phim được quay tại Bangkok, Thái Lan từ tháng 9 tới tháng 12 năm 2017.

## Nhạc phim
| STT | Nhan đề                                 | Phổ lời               | Phổ nhạc      | Ca sĩ              | Thời lượng |
| --- | --------------------------------------- | --------------------- | ------------- | ------------------ | ---------- |
| 1.  | "Kết Ái (结爱)" (Nhạc đầu phim)         | Trương Dương Dương    | Chen Weilun   | Chương Dương Dương |            |
| 2.  | "Phố Chu Tước (朱雀街)" (Nhạc phim)     | Song Bingyang, Zhi Mo | Song Bingyang | Trương Bỉnh Dương  |            |
| 3.  | "Vạn kiếp yêu em (一眼千恋)" (Nhạc kết) | Ling Jing             | Chen Weilun   | Phương Viên        |            |